# وجیهه انصاری
وجیهه انصاری (۱۲۴۱ - ۱۳۳۲) (نسب: وجیهه بنت علی بن یحیی صعیدی انصاری) بانوی محدث مصری بود.